# Lasiopezus longimanus
Lasiopezus longimanus là một loài bọ cánh cứng trong họ Cerambycidae.